# Donde viajan dos
Donde viajan dos (Donde comen dos en su primera temporada) es un programa de televisión que, dentro del género del docu-show, trata asuntos como viajes aventuras, retos e inclusión. En su primera temporada, el espacio estaba más enfocado a mostrar la variedad gastronómica que existe. El espacio se emite en La 1 desde el 26 de abril de 2019.

## Formato
En el programa, los presentadores visitan varios lugares de España y también del extranjero con el fin de realizar actividades diferentes y mostrar historias de superación personal e inclusión, todo ello acompañados de personajes conocidos o anónimos. En su primera temporada, el programa estuvo enfocado principalmente a la gastronomía, ya fuera la más tradicional o la de reputados chefs con Estrellas Michelin.

## Equipo del programa
| Presentador  | Profesión                        | Duración  | Ediciones | Edad    |
| ------------ | -------------------------------- | --------- | --------- | ------- |
| El Langui    | Rapero y actor                   | 2019-2020 | 1-2       | 39 años |
| Pablo Pineda | Conferenciante, escritor y actor | 2019      | 1         | 44 años |
| Jesús Vidal  | Actor                            | 2020      | 2         | 44 años |

## Episodios y audiencias

### Temporada 1: Donde comen dos (2019)
| Programas emitidos | Programas emitidos  | Programas emitidos | Programas emitidos |
| N.º                | Fecha de emisión    | Lugar              | Audiencia          |
| ------------------ | ------------------- | ------------------ | ------------------ |
| 1                  | 26 de abril de 2019 | Castilla-La Mancha | 949 000 (6,6%)     |
| 2                  | 3 de mayo de 2019   | Extremadura        | 870 000 (6,3%)     |
| 3                  | 10 de mayo de 2019  | Roma               | 880 000 (6,4%)     |
| 4                  | 17 de mayo de 2019  | Valencia           | 794 000 (5,7%)     |
| 5                  | 24 de mayo de 2019  | Madrid             | 823 000 (6,3%)     |
| 6                  | 31 de mayo de 2019  | Málaga             | 896 000 (7,1%)     |
| 7                  | 14 de junio de 2019 | Guipúzcoa          | 658 000 (5,2%)     |
| 8                  | 21 de junio de 2019 | Galicia            | 692 000 (5,7%)     |

### Temporada 2: Donde viajan dos (2020)
| Programas emitidos | Programas emitidos       | Programas emitidos   | Programas emitidos |
| N.º                | Fecha de emisión         | Lugar                | Audiencia          |
| ------------------ | ------------------------ | -------------------- | ------------------ |
| 9                  | 18 de septiembre de 2020 | Asturias y Cantabria | 590 000 (4,4%)     |
| 2                  | 25 de septiembre de 2020 | Madrid               | 547 000 (4,0%)     |
| 3                  | 2 de octubre de 2020     | Barcelona            | 453 000 (3,1%)     |
| 4                  | 9 de octubre de 2020     | Islas Canarias       | 463 000 (3,5%)     |
| 5                  | 16 de octubre de 2020    | Sevilla              | 280 000 (3,6%)     |
| 6                  | 23 de octubre de 2020    | Mallorca             | 418 000 (4,5%)     |
| 7                  | 30 de octubre de 2020    | Ibiza                | 359 000 (4,3%)     |
| 8                  | 6 de noviembre de 2020   | Estambul             | 398 000 (3,5%)     |

## Temporadas y programas
| Temporada | Temporada | Programas | Estreno                  | Final                  | Espectadores | Cuota |
| --------- | --------- | --------- | ------------------------ | ---------------------- | ------------ | ----- |
|           | 1         | 8         | 26 de abril de 2019      | 21 de junio de 2019    | 820 000      | 6,2%  |
|           | 2         | 8         | 18 de septiembre de 2020 | 6 de noviembre de 2020 | 439 000      | 3,9%  |
| Total     | Total     | 16        | 2019                     | 2020                   | 630 000      | 5,0%  |